# 新潟県道291号関口早稲田線
新潟県道291号関口早稲田線（にいがたけんどう291ごう せきぐちわせだせん）は、新潟県村上市内を通る一般県道である。

## 概要

### 路線データ
- 起点：新潟県村上市関口字中道（新潟県道205号高根村上線交点）
- 終点：新潟県村上市早稲田字前村（国道7号交点）

## 地理

### 通過する自治体
- 新潟県村上市

### 接続する道路
- 新潟県道205号高根村上線（起点：村上市関口字中道）
- 国道7号（終点：早稲田交差点）

### 周辺
- 関口郵便局